# Adena (Ohio)
Pour les articles homonymes, voir Adena.
Adena est un village américain situé dans les comtés de Harrison et de Jefferson, dans l'Ohio. Selon le recensement de 2010, sa population est de 759 habitants.